# Janek Tombak
Janek Tombak (Põltsamaa, 22 juli 1976) is een Estisch voormalig beroepswielrenner.

## Belangrijkste overwinningen
1996
- Eindklassement Circuit des Plages Vendéennes

1998
- Annemasse-Bellegarde-Annemasse
- Eindklassement Circuit des Plages Vendéennes

2000
- 6e etappe Ronde van de Toekomst

2001
- 2e etappe Guldensporentweedaagse
- Estisch kampioen op de weg, Elite
- Pärnu

2002
- 1e en 2e etappe GP Mosqueteiros-Rota do Marqués
- 2e etappe Vierdaagse van Duinkerken
- 2e etappe GP do Minho
- 3e etappe Ronde van Polen

2003
- 1e etappe Route du Sud
- Estisch kampioen op de weg, Elite

2004
- 3e etappe Ronde van Denemarken

2005
- GP EOS Tallinn
- Eindklassement Ronde van Picardië

2006
- GP EOS Tallinn
- Elva Rattaralli

2007
- Halle-Ingooigem
- 2e etappe Ronde van Saaremaa
- 3e etappe Boucles de la Mayenne
- 4e etappe Ronde van Picardië

2008
- Grote Prijs van Cholet-Pays de Loire
- Pärnu
- Criterium van Viljandi Tänavasõit

2009
- Eindklassement Boucles de la Mayenne
- Tartu Rattaralli

2011
- Tallinna Rattaralli

## Resultaten in voornaamste wedstrijden
| Jaar | Ronde van Italië | Ronde van Frankrijk | Ronde van Spanje |
| ---- | ---------------- | ------------------- | ---------------- |
| 2000 |                  |                     |                  |
| 2001 |                  |                     | opgave           |
| 2002 |                  |                     |                  |
| 2003 |                  |                     |                  |
| 2004 |                  | opgave              |                  |
| 2005 |                  | 153e                |                  |
| 2007 |                  |                     |                  |
| 2008 |                  |                     |                  |

| Jaar | Milaan-San Remo | Ronde van Vlaanderen | Parijs-Brussel | Bretagne Classic | E3 Harelbeke |  | WK op de weg |
| ---- | --------------- | -------------------- | -------------- | ---------------- | ------------ |  | ------------ |
| 2000 |                 |                      |                |                  |              |  | 57e          |
| 2001 |                 |                      |                | 9e               |              |  |              |
| 2002 |                 |                      |                |                  |              |  | 31e          |
| 2003 |                 |                      |                | 37e              |              |  | 10e          |
| 2004 | 76e             |                      |                |                  |              |  |              |
| 2005 |                 |                      |                |                  |              |  |              |
| 2007 |                 |                      | 6e             |                  |              |  |              |
| 2008 |                 | 25e                  | 11e            | 46e              | 5e           |  | 36e          |